# Calgary-Centre-Nord
Pour les articles homonymes, voir Calgary (homonymie).
Calgary-Centre-Nord était une circonscription électorale fédérale canadienne de l'Alberta.

## Circonscription fédérale
La circonscription se situait au sud de l'Alberta et représentait le nord du centre-ville de Calgary.
Les circonscriptions limitrophes étaient Calgary-Est, Calgary-Nord-Est, Calgary—Nose Hill, Calgary-Centre et Calgary-Ouest.
Elle possédait une population de 114 615 personnes, dont 84 745 électeurs, sur une superficie de 48 km2.

## Résultats électoraux
|       | Candidat          | Parti              | # de voix | % des voix |
|       | Michelle Rempel   | Conservateur       | +28 443,  | 56,53 %    |
|       | Stephen Randall   | Libéral            | +07 046,  | 14 %       |
|       | Paul Vargis       | NPD                | +08 048,  | 15,99 %    |
|       | Heather MacIntosh | Vert               | +06 578,  | 13,07 %    |
|       | Peggy Askin       | Marxiste-léniniste | +00203,   | 0,4 %      |
| Total | Total             | Total              | 50 318    | 100 %      |

|       | Candidat         | Parti              | # de voix | % des voix |
|       | (x) Jim Prentice | Conservateur       | +27 371,  | 56,53 %    |
|       | Doug James       | Libéral            | +05 699,  | 11,77 %    |
|       | John Chan        | NPD                | +07 417,  | 15,32 %    |
|       | Eric Donovan     | Vert               | +07 403,  | 15,29 %    |
|       | Peggy Askin      | Marxiste-léniniste | +00184,   | 0,38 %     |
|       | Jason McNeil     | Libertarien        | +00345,   | 0,71 %     |
| Total | Total            | Total              | 48 419    | 100 %      |

## Historique
La circonscription de Calgary-Centre-Nord a été créée en 2003 avec des parties de Calgary-Centre, Calgary-Nord-Est et Calgary—Nose Hill. Abolie lors du redécoupage de 2012, elle fut redistribuée parmi Calgary Confederation et Calgary Nose Hill.
1. 2004-2010 — Jim Prentice, PCC
2. 2010-2011 — Vacant
3. 2011-2015 — Michelle Rempel, PCC

- PCC = Parti conservateur du Canada

1. ↑  Élections Canada.